# سام فيشر
سام فيشر (بالإنجليزية: Sam Fisher)‏ هو شخصية خيالية وبطل رواية سلسلة توم كلانسي سبلينتر سيل وضعته يوبي سوفت.

## الظهور
العاب
- توم كلانسي سبلينتر سيل (لعبة فيديو) (2002)
- توم كلانسي سبلينتر سيل: باندورا تومورو (2004)
- توم كلانسي سبلينتر سيل: نظرية الفوضى (2005)
- توم كلانسي سبلينتر سيل: إسنشلز (2006)
- توم كلانسي سبلينتر سيل: دبل ايجنت (2006)
- توم كلانسي سبلينتر سيل: كونفيكشن (2010)
- توم كلانسي سبلينتر سيل: بلاكليست (2013)
- توم كلانسي رينبو 6 سيج : شادو ليجسي (2020)